# Den förlorade generationen
För författargruppen, se Förlorade generationen

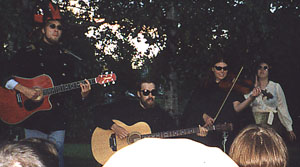
Den förlorade generationen på Trästockfestivalen 1998.

Den förlorade generationen (DFG) är ett proggband med sina rötter i det tidiga 1990-talets musikvåg i Skellefteå. I slutet av 90-talet flyttade flera av medlemmarna till Uppsala, varför det ibland (felaktigt) hävdas att DFG är ett Uppsalaband. Numera bor bandmedlemmar utspridda över hela Sverige. Bandet skriver "Grön proggmusik för lägerelden, demonstrationen eller kammaren, stundtals med ironisk underton." om sin musik på sin hemsida. De har delvis kopplingar till Grön Ungdom och Miljöpartiet. Bandet är dock framförallt intimt kopplat till Gränslösa kulturföreningen som från början faktiskt hette "Gränslösa kulturföreningen Den förlorade generationen", men 2003 bytte namn till bara Gränslösa kulturföreningen för att undvika sammanblandningen med bandet DFG.
Bandet har genom åren bestått av en lång rad medlemmar, och inga gör egentligen anspråk på att vara gruppens "kärna" - mottot är i stället att de som samlas för att spela under bandnamnet för stunden också är bandet. Under gruppens mest aktiva dagar (2000-2001) kunde det därför hända att gruppen hade konserter samma tid samma dag i flera olika städer samtidigt.
Sedan 2003 finns en avknoppning av DFG, La Perdita Generacio, LGP, som från början spelade samma låtar, men översatta till Esperanto. Efter några års uppehåll i framträdanden gjorde gruppen comeback 2011, och framträder numera sporadiskt och med en mer fast ensemble.

## Diskografi
- Svälj hela stycket/Visor vid midevinterstrid - kassett 1997
- KärnkJA!ftvärk och milJA!rder - EP 1998
- En mur i ditt fönster - CD 1999
- En dag som idag - CD 2000
- Kom till McDonalds (vi ger mer) singel 2001
- Vid lägerelden, på torget, i drömmen - CD 2002
- Nej till Euron - singel 2003
- Tillväxten eller livet - CD 2006
- Vem dödade Anders Gustav? singel 2006
- Piratbukten (är det kartan eller verkligheten du vill förändra?) 2007
- Klockan slår / Välkommen hit CD-singel och på digitala musiktjänster 2012
- Vi vill ha fred nu Enbart släppt på digitala musiktjänster 2014